# Derjan
Derjan è una frazione del comune di Mat in Albania (prefettura di Dibër).
Fino alla riforma amministrativa del 2015 era comune autonomo, dopo la riforma è stato accorpato, insieme agli ex-comuni di Baz, Burrel, Komsi, Lis, Macukull, Rukaj e Ulëza costituire la municipalità di Mat.

## Località
Il comune è formato dall'insieme delle seguenti località:
- Derjan
- Urxulle
- Barbulloje
- Dukagjin
- Gjocaj
- Lam i Madh
- Zall Gjoca